# Selección de voleibol de Egipto
La selección nacional de voleibol masculina de Egipto representa a Egipto en las competiciones internationales de voleibol y en los partidos amistosos. El equipo es uno de los países líderes en el continente de África, junto a Túnez. Egipto ha ganado ocho veces la Copa Africana de Voleibol (1976, 1983, 2005, 2007, 2009, 2011, 2013, 2015).

## Resultados

### Liga Mundial
| 1949  | No participó   | No participó   | No participó   | No participó   | No participó   | No participó   |
| 1952  | No participó   | No participó   | No participó   | No participó   | No participó   | No participó   |
| 1956  | No participó   | No participó   | No participó   | No participó   | No participó   | No participó   |
| 1960  | No participó   | No participó   | No participó   | No participó   | No participó   | No participó   |
| 1962  | No participó   | No participó   | No participó   | No participó   | No participó   | No participó   |
| 1966  | No participó   | No participó   | No participó   | No participó   | No participó   | No participó   |
| 1970  | No clasificado | No clasificado | No clasificado | No clasificado | No clasificado | No clasificado |
| 1974  | Fase de grupos | 17.º           | 6              | 2              | 4              |                |
| 1978  | Fase de grupos | 23.º           | 7              | 1              | 6              |                |
| 1982  | No clasificado | No clasificado | No clasificado | No clasificado | No clasificado | No clasificado |
| 1986  | Fase de grupos | 14.º           | 6              | 1              | 5              |                |
| 1990  | No clasificado | No clasificado | No clasificado | No clasificado | No clasificado | No clasificado |
| 1994  | No clasificado | No clasificado | No clasificado | No clasificado | No clasificado | No clasificado |
| 1998  | Fase de grupos | 20.º           | 3              | 0              | 3              |                |
| 2002  | Fase de grupos | 19.º           | 3              | 0              | 3              |                |
| 2006  | Fase de grupos | 21.º           | 5              | 1              | 4              |                |
| 2010  | 2.ª ronda      | 13.º           | 5              | 1              | 4              |                |
| 2014  | Fase de grupos | 21.º           | 5              | 0              | 5              |                |
| Total | 0 Títulos      | 8/18           | 40             | 6              | 34             |                |

### Juegos Olímpicos
| 1964  | No clasificados | No clasificados | No clasificados | No clasificados | No clasificados | No clasificados |
| 1968  | No clasificados | No clasificados | No clasificados | No clasificados | No clasificados | No clasificados |
| 1972  | No clasificados | No clasificados | No clasificados | No clasificados | No clasificados | No clasificados |
| 1976  | Fase de grupos  | WD              | 0               | 0               | 0               |                 |
| 1980  | No clasificado  | No clasificado  | No clasificado  | No clasificado  | No clasificado  | No clasificado  |
| 1984  | Fase de grupos  | 10.º            | 5               | 0               | 5               |                 |
| 1988  | No clasificado  | No clasificado  | No clasificado  | No clasificado  | No clasificado  | No clasificado  |
| 1992  | No clasificado  | No clasificado  | No clasificado  | No clasificado  | No clasificado  | No clasificado  |
| 1996  | No clasificado  | No clasificado  | No clasificado  | No clasificado  | No clasificado  | No clasificado  |
| 2000  | Fase de grupos  | 11.º            | 5               | 0               | 5               |                 |
| 2004  | No clasificado  | No clasificado  | No clasificado  | No clasificado  | No clasificado  | No clasificado  |
| 2008  | Fase de grupos  | 11.º            | 5               | 0               | 5               |                 |
| 2012  | No clasificado  | No clasificado  | No clasificado  | No clasificado  | No clasificado  | No clasificado  |
| 2016  | Fase de grupos  | 9.º             | 5               | 1               | 4               |                 |
| Total | 0 Títulos       | 5/14            | 20              | 1               | 19              |                 |

### Copa del Mundo
- 1977 — 11.ª posición
- 1985 — 8.ª posición
- 1995 — 11.ª posición
- 2003 — 12.ª posición
- 2007 — 10.ª posición
- 2011 — 12.ª posición
- 2015 — 10.ª posición

### World Grand Champions Cup
- 2005 — 5.ª posición
- 2009 — 6.ª posición

### Liga Mundial
- 2006 — 13.ª posición
- 2007 — 13.ª posición
- 2008 — 13.ª posición
- 2010 — 14.ª posición
- 2015 — 21.ª posición
- 2016 — 20.ª posición
- 2017 — En juego

### Juegos Panafricanos
- 1965 —  Campeón
- 1973 —  Campeón
- 1991 —  Subcampeón
- 1995 —  Campeón
- 1999 —  3.º Clasificado
- 2003 —  Campeón
- 2007 —  Campeón

### Juegos del Mediterráneo
- 1971 — 5.ª posición
- 1975 — 6.ª posición
- 1979 — 5.ª posición
- 1983 — 5.ª posición
- 2005 —  Campeón